# مجزرة المستريحة 2024
في ليلة 8 كانون الأول/ديسمبر 2024، استهدفت غارة من طائرة مسيرة تركية مبنى سكنيًا في قرية المستريحة بريف عين عيسى شمال محافظة الرقة مما أسفر عن مقتل اثني عشر فردًا من عائلة واحدة، بما في ذلك النساء والأطفال. ساهم حادث الإصابات الجماعية بين المدنيين في إثارة الذعر الشديد بين السكان المحليين في المناطق الخاضعة لسيطرة الإدارة الذاتية لشمال وشرق سوريا بشأن التصعيد العسكري في المنطقة مع بدء عملية فجر الحرية وهجوم منبج عام 2024 الذي نفذه الجيش الوطني السوري الموالي لتركيا ضد مواقع قوات سوريا الديمقراطية.

## الخلفية
خلال عام 2024، نفذت القوات التركية 191 غارة جوية موثقة بطائرات بدون طيار عبر شمال سوريا بناءً على إحصائيات استشهد بها المرصد السوري لحقوق الإنسان. وأسفرت هذه العمليات عن مقتل 55 شخصًا وإصابة 49 عسكريًا و73 مدنيًا، بينهم ست نساء وثلاثة أطفال. وشملت أرقام الضحايا 32 عسكريًا من الإدارة الذاتية وثلاثة جنود من القوات المسلحة العربية السورية، و20 مدنيًا، من بينهم امرأة واحدة.

## الضحايا
نشرت وكالة أنباء هاوار الكردية لما قالت أنه أسماء الضحايا:
1. محمد ابراهيم العيدو (70 عاماً)
2. مصطفى ابراهيم العيدو (50 سنة)
3. اسماعيل محمود العيدو (12 سنة)
4. حسين مصطفى العيدو (1 سنة)
5. عبد القادر مصطفى العيدو (10 سنة)
6. رقية عثمان العيدو (45 سنة).
7. كوثر مصطفى العيدو (17 سنة).
8. نومة مصطفى العيدو (16 سنة).
9. زمزم مصطفى العيدو (12 سنة).
10. ندى محمد العيدو (15 سنة).
11. تركيا محمد العيدو (30 سنة).
12. ير احمد الفنش (22 سنة).